# テソソモク

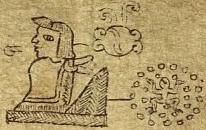
ショロトル絵文書に見えるテソソモク

テソソモク（Tezozomoc、1428年ごろ没）は、ナワ族の1グループであるテパネカの中心的な都市国家であるアスカポツァルコのトラトアニ（統治者、在位1375年-1428年）。テソソモクは長命で、テパネカは彼の治世下にあった14世紀後半から15世紀前半にかけてテスココ湖一帯を支配する強力な部族であった。

## 概要
テソソモクの時代、テパネカはテスココ湖一帯だけでなく、さらに離れた土地まで支配する帝国を築いた。周辺のコヨアカン、トラコパン、トラテロルコ、アコルマン、トルティトランなどの都市はテソソモクの子たちによって直接統治され、より重要性の低い都市国家についてはその統治者に娘を嫁がせた。
テスココ湖中の島にあるメシカの都市テノチティトランは、後にアステカ帝国を築くことになるが、最初のトラトアニであるアカマピチトリをはじめ、2代目のウィツィリウィトル、3代目のチマルポポカの時代にはアスカポツァルコのテソソモクに従属していた。特にチマルポポカはテソソモクの孫であった。そもそもメシカの2つの都市テノチティトランとトラテロルコの起源についても、伝説にいうように守護神ウィツィロポチトリに導かれたのではなく、テスココ湖一帯の覇権を得るためにアスカポツァルコによって建設が促進されたものと考えられる。この2つの都市にトラトアニが立てられたのもテソソモクの許可によるものであり、トラテロルコの初代トラトアニはテソソモクの子のクァクァピツァワクであった。アカマピチトリについては伝承ではアスカポツァルコと無関係で、メシカとコルワカンの血を引くことになっているが、この伝承はアステカ帝国成立後に書き直された創作である可能性が高い。
テパネカのライバルとしては、湖の東のテスココを中心都市とするアコルワがあった。1409年にテスココのトラトアニであるテチョトララが死に、イシュトリルショチトル1世が襲位すると両者の関係は悪化し、1416年ごろから戦争になった。テソソモクは勝利し、イシュトリルショチトル1世は殺された。
しかしテパネカの繁栄はテソソモクの一代限りだった。その死後、後継者をめぐって内紛が起き、マシュトラが新たな王位についた。後継者問題に介入したテノチティトランのチマルポポカはおそらくマシュトラの手の者によって殺された。チマルポポカの後をついだテノチティトランのイツコアトルはテスココのネサワルコヨトル（イシュトリルショチトル1世の後継者）、トラコパンのトトキワストリと同盟を組んで戦い、アスカポツァルコを倒した。これによってテパネカにかわってテノチティトランを中心都市とするアステカ帝国が一帯を支配することになった。

## 記念
メキシコシティにはテソソモクの名を冠するいくつかの施設がある。
- メキシコシティ地下鉄6号線にテソソモク駅がある。
- テソソモク公園 (Parque Tezozómoc) はアスカポツァルコ地区にある大きな公園である。1982年に開業した。